# 清原 (弘前市)
清原（きよはら）は、青森県弘前市の地名。郵便番号036-8163。

## 地理
取上・安原と同様、住宅地である。

## 歴史

### 沿革
- 1979年（昭和54年） - 取上、大清水から北園一丁目・二丁目と共に分離。清原一～四丁目になる。

## 世帯数と人口
2017年（平成29年）6月1日現在の世帯数と人口は以下の通りである。
| 丁目       | 世帯数  | 人口    |
| ---------- | ------- | ------- |
| 清原一丁目 | 172世帯 | 328人   |
| 清原二丁目 | 204世帯 | 423人   |
| 清原三丁目 | 247世帯 | 569人   |
| 清原四丁目 | 211世帯 | 411人   |
| 計         | 834世帯 | 1,731人 |

## 交通
- 弘南バス

柴田幼稚園前、取上児童公園前、清原二丁目（弘前バスターミナル - 清原・安原 - 小栗山線。神田 - 清原・安原 - 小栗山線）停留所。

## 施設

### 教育
- 柴田幼稚園 - 桜ケ丘の桜ヶ丘保育園の分室がある。
- 弘前大清水保育園
- 柴田学園大学
- 柴田学園清風寮

### 福祉
- 療育支援センターおおしみず
- 社会福祉法人藤聖母園
- 大清水老人ホーム

### 商業
- YC読売新聞

### 公共
- 清原中央會館

## 小・中学校の学区
市立小・中学校に通う場合、学区は以下の通りとなる。
| 町丁       | 番・番地 | 小学校                 | 中学校             |
| ---------- | -------- | ---------------------- | ------------------ |
| 清原一丁目 | 全域     | 弘前市立第三大成小学校 | 弘前市立第三中学校 |
| 清原二丁目 | 全域     | 弘前市立第三大成小学校 | 弘前市立第三中学校 |
| 清原三丁目 | 全域     | 弘前市立第三大成小学校 | 弘前市立第三中学校 |
| 清原四丁目 | 全域     | 弘前市立第三大成小学校 | 弘前市立第三中学校 |